# Genere (matematica)
In matematica, il genere indica una particolare modalità di classificazione di enti geometrici. Le definizioni variano a seconda dell'ente a cui sono applicate, sono tuttavia in stretta relazione fra di loro.

## Genere geometrico di una superficie
In topologia, il genere di una superficie viene definito come il numero più grande di curve semplici chiuse disgiunte che possono essere disegnate sulla superficie senza separarla in due componenti connesse distinte.

Genere di superfici orientabili
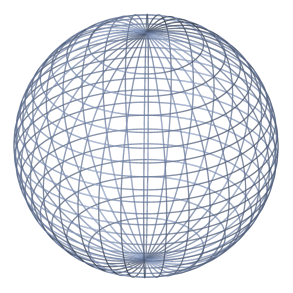
genere 0
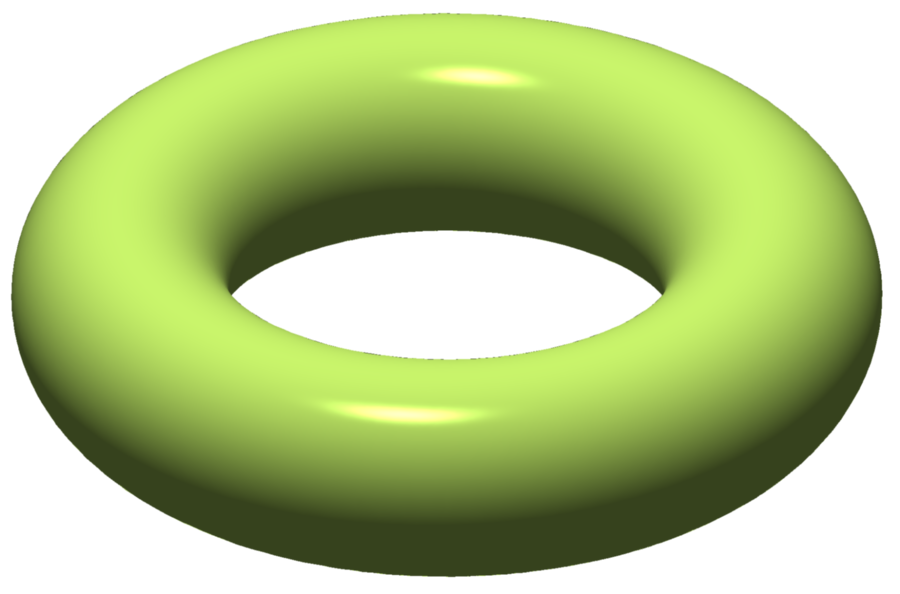
genere 1
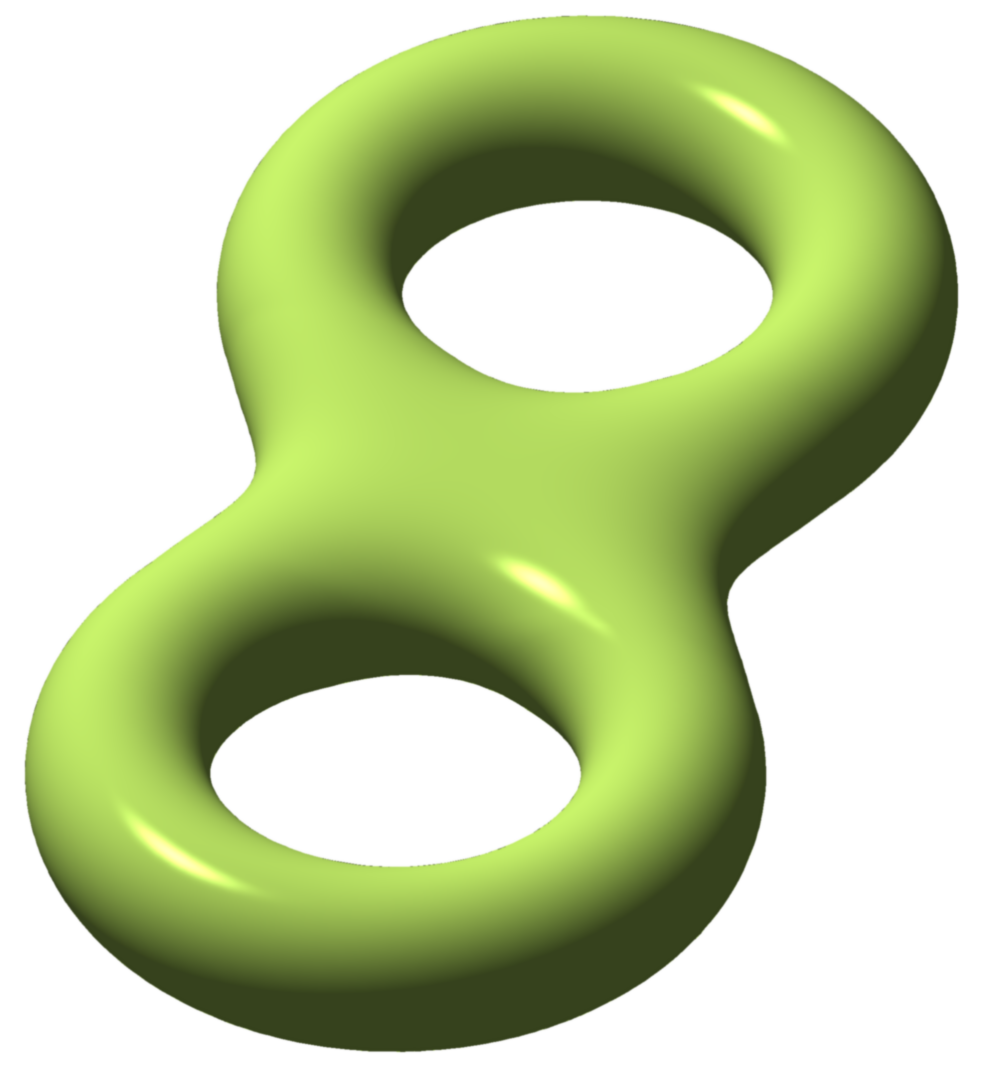
genere 2
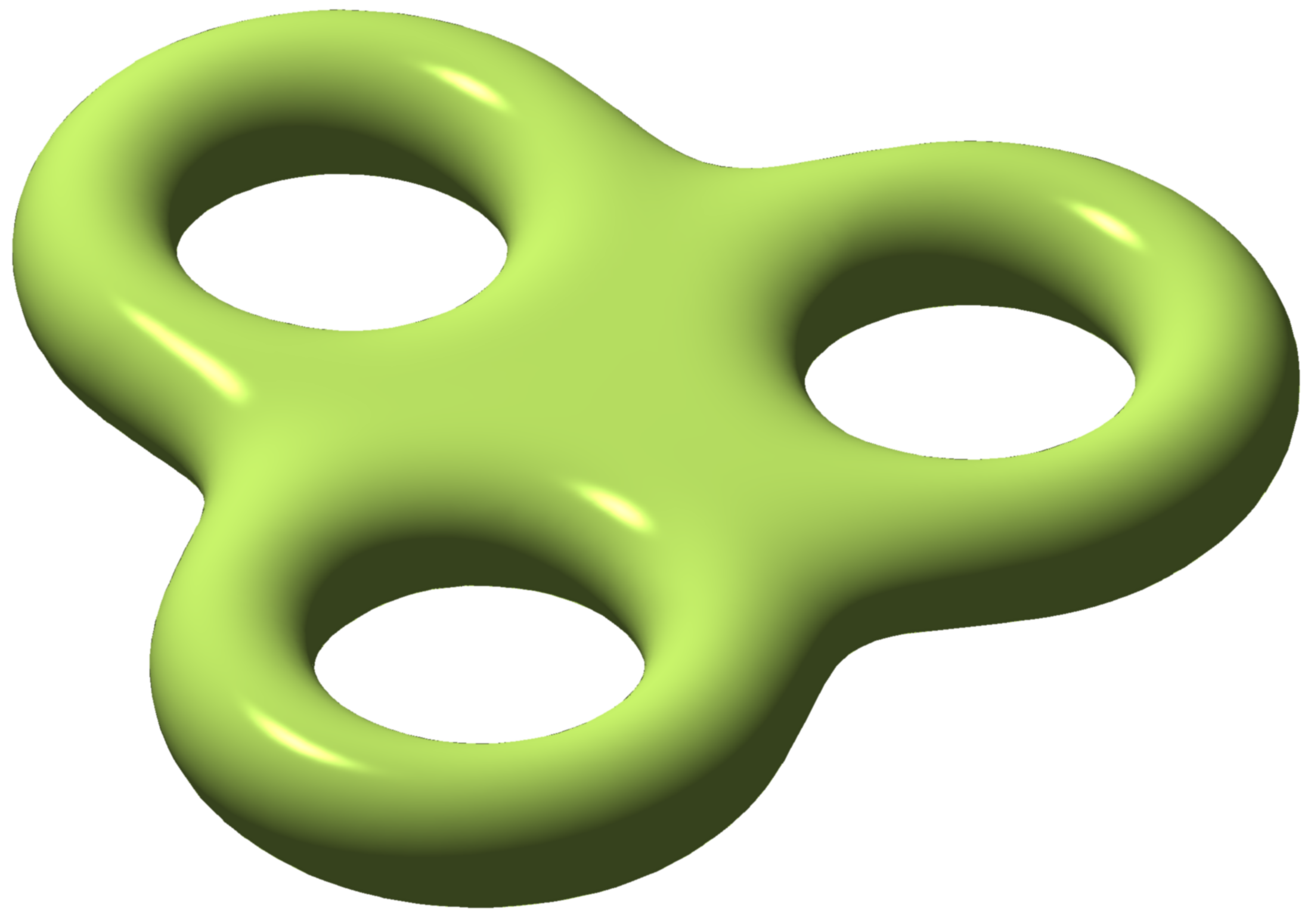
genere 3

Nel caso in cui la superficie sia orientabile, il genere può essere pensato più informalmente come il "numero di buchi"; questa però non è una definizione matematicamente rigorosa.

### Esempi

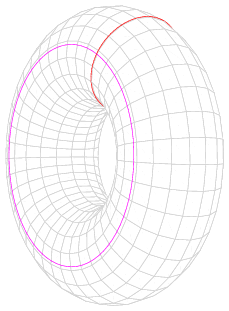
Due possibili curve (in rosso e violetto) lungo cui si può tagliare il toro mantenendolo connesso

- Una sfera ha genere 0: non ha "buchi". Più rigorosamente, ogni curva chiusa tracciata su di essa la separa in due calotte sferiche;
- un toro ha genere 1: è possibile tagliare il toro lungo una curva chiusa che segue una delle due circonferenze generatrici, ottenendo in ogni caso un cilindro connesso; ogni altro taglio supplementare otterrebbe due superfici sconnesse;
- il piano proiettivo ha genere 1;
- la bottiglia di Klein ha genere 2.

### Proprietà
Per la somma connessa di superfici valgono le seguenti proprietà:
{\displaystyle g(S_{1}\sharp S_{2})={\begin{cases}g(S_{1})+g(S_{2}),&{\mbox{se }}S_{1}{\mbox{ e }}S_{2}{\mbox{ sono entrambe orientabili o non orientabili}}\\2g(S_{1})+g(S_{2}),&{\mbox{se }}S_{1}{\mbox{ orientabile e }}S_{2}{\mbox{ non orientabile}}\end{cases}}}
Ogni superficie orientabile reale compatta è equivalente alla somma connessa di una sfera con n tori; dalle formule sopra segue che il genere di tale superficie è n, che corrisponde anche al numero di buchi presenti sulla superficie stessa.
Per le superfici chiuse, il genere è legato alla caratteristica di Eulero {\displaystyle \chi } dalla relazione:
{\displaystyle \chi ={\begin{cases}2-2g,&{\mbox{per superfici orientabili}}\\2-g,&{\mbox{per superfici non orientabili}}\end{cases}}}

## Definizioni estese di genere
Il genere è uno dei più importanti invarianti topologici, e uno dei primi ad essere stati definiti: nel corso degli anni sono state create altre definizioni che ne hanno allargato l'applicazione al di fuori della topologia delle superfici.

### Solido con manici

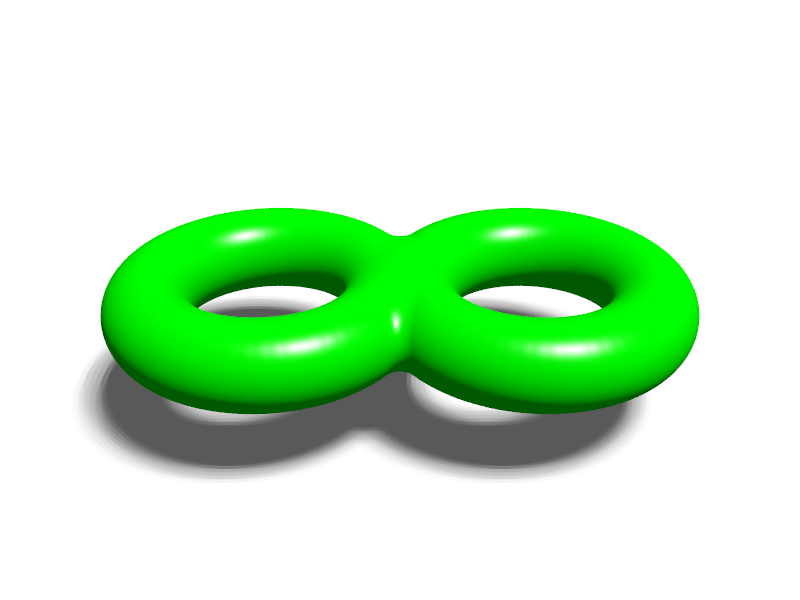
Un solido con manici di genere 2. Il suo bordo è una superficie orientabile di genere 2.

Il genere di un solido con manici è definito come il massimo numero di tagli possibili eseguiti lungo dischi contenuti nel solido, realizzati in modo da non separare il solido in due parti non connesse. Corrisponde al "numero di manici" presenti nel solido. Una superficie chiusa standard nello spazio delimita un solido con manici, e le due definizioni di genere coincidono.

### Curva algebrica
Il genere di una curva algebrica proiettiva liscia {\displaystyle X} definita su un campo {\displaystyle K} è la dimensione su {\displaystyle K} dello spazio vettoriale {\displaystyle \Omega ^{1}(X)} delle forme differenziali globali regolari su {\displaystyle X}.
Se {\displaystyle K} è il campo dei numeri complessi {\displaystyle \mathbb {C} }, la curva si può considerare anche una superficie di Riemann; in questo caso la definizione data coincide con quella di genere di una superficie.

### Nodo
Il genere di un nodo è definito come il genere minimo tra tutte le superfici di Seifert (ovvero tutte le superfici di cui il nodo costituisce il bordo) del nodo stesso.

### Grafo - gruppo
Il genere di un grafo è il numero più piccolo di manici che occorre aggiungere ad un piano per ottenere una superficie che contenga il grafo senza incroci (ad esempio, un grafo planare ha genere 0). Dato un gruppo {\displaystyle G}, è possibile inoltre definire come genere di {\displaystyle G} il genere del grafo di Cayley ad esso associato.